# Golden Kamuy
Golden Kamuy (japanisch ゴールデンカムイ Gōruden Kamui) ist eine Manga-Serie von Satoru Noda, die zwischen 2014 und 2022 in Japan erschien. Sie ist in die Genres Action, Drama und Seinen einzuordnen. 2018 wurde sie als Anime-Fernsehserie adaptiert.

## Inhalt
Der Soldat Saichi Sugimoto (杉元 佐一), Veteran des Russisch-Japanischen Krieges, versucht in Hokkaido mit Goldschürfen Geld zu verdienen, um die Witwe eines gefallenen Kameraden zu versorgen. Nachdem er angegriffen wurde und auf die junge Ainu Asirpa trifft, begibt er sich mit ihr auf die Suche nach einem legendären Goldschatz, der den Ainu gestohlen worden sein soll. Der Dieb, Noppera-bō, saß später lange im Gefängnis und tätowierte anderen Gefangenen Hinweise auf den Körper, mit denen man den Schatz finden kann. Nachdem Sugimoto und Asirpa den ersten Jägern der Tatoos begegnet sind und selbst einen Tatöwierten getötet haben, erkennen sie, dass die Tatöwierten getötet werden müssen, um die Hinweise auf ihren Körpern zusammenzulegen. Dennoch wollen sie die Suche fortsetzen und dabei ihre Ziele nur gefangen nehmen, um die Tatoos abzuzeichnen.
Asirpa und Sugimoto werden nicht nur angegriffen und müssen sich vor anderen verstecken, die den Schatz suchen, sondern ziehen sich dafür oft in die winterlichen Wälder Hokkaidos zurück. Dort helfen ihnen Asirpas Fähigkeiten als Ainu, die sich bestens mit der Jagd auskennt. In den Kämpfen kommt ihnen beider Geschick und Erfahrung zugute, war Sugimoto in der Armee doch als „Der Unsterbliche“ berühmt. Doch gerade die Armee sucht auch nach ihnen, vor allem Einheiten unter dem im Krieg am Kopf schwer verwundeten Lieutenant Tsurumi.

## Veröffentlichung
Der Manga erschien zwischen August 2014 und April 2022 im Magazin Shūkan Young Jump des Verlags Shūeisha. Dieser bringt die Kapitel auch gesammelt in insgesamt 31 Bänden heraus. Der 13. Band verkaufte sich über 260.000 mal in den ersten fünf Wochen nach Veröffentlichung.
Manga Cult brachte die Serie von September 2019 bis November 2024 mit allen 31 Bänden auf Deutsch heraus. Seit September 2024 veröffentlicht selbiger Verlag zusätzlich eine Version in Doppelbänden; bisher ist einer erschienen (Stand: Oktober 2024). Eine englische Übersetzung erscheint bei Viz Media, eine französische bei Editions Ki-oon, eine spanische bei Milky Way Ediciones, eine italienische bei J-Pop und eine chinesische bei Sharp Point Press.

## Auszeichnungen
Der Manga gewann 2018 den Hauptpreis beim Osamu-Tezuka-Kulturpreis. Im Vorjahr war er für denselben Preis bereits nominiert gewesen.

## Anime-Adaption
Bei Geno Studio entstand 2018 eine Anime-Adaption des Stoffes für das japanische Fernsehen. Regie führte Hitoshi Nanba und Hauptautor war Noboru Takagi. Das Charakterdesign stammt von Ken’ichi Ōnuki.
Die erste Staffel mit 12 Folgen wurde vom 9. April bis 25. Juni 2018 zuerst auf dem Sender Tokyo MX, sowie mit bis zu einer Wocher Versatz auch auf BS11, Sapporo TV, Yomiuri TV und Jidaigeki Senmon Channel in Japan ausgestrahlt. Parallel erfolgt die internationale Veröffentlichung über die Plattform Crunchyroll, unter anderem mit deutschen und englischen Untertiteln.
Die zweite Staffel mit weiteren 12 Folgen lief vom 8. Oktober bis 24. Dezember 2018 auf denselben Sendern. Crunchyroll streamte sie ebenfalls als Simulcast.
Eine dritte Staffel wurde im Juli 2019 angekündigt. Diese wird im Oktober 2020 starten.

### Synchronisation
Die deutsche Synchronisation wurde nach dem Dialogbuch von Lars Waltl (Staffel 3) und der Dialogregie von Jasmin Arnoldt (Staffeln 1 bis 3) und Felix Spieß (Staffel 3) beim Oxygen Sound Studios GmbH in Berlin realisiert.
| Rolle               | Japanischer Sprecher (Seiyū) | Deutscher Sprecher   |
| ------------------- | ---------------------------- | -------------------- |
| Saichi Sugimoto     | Chikahiro Kobayashi          | Sebastian Schulz     |
| Asirpa              | Haruka Shiraishi             | Patrizia Carlucci    |
| Lieutenant Tsurumi  | Hōchu Ōtsuka                 | Jörg Pintsch         |
| Toshizō Hijikata    | Jōji Nakata                  | Joachim Kaps         |
| Yoshitake Shiraishi | Kentarou Itou                | Felix Spieß          |
| Genjirou Tanigaki   | Yoshimasa Hosoya             | Julius Jellinek      |
| Tatsuma Ushiyama    | Kenji Nomura                 | Hans-Eckart Eckhardt |
| Hajime Tsukishima   | Eiji Takemoto                | Stefan Bräuler       |
| Inkarmat            | Mamiko Noto                  | Josephine Schmidt    |
| Hyakunosuke Ogata   | Kenjirou Tsuda               | Sven Gerhardt        |
| Otonoshin Koito     | Katsuyuki Konishi            | Konrad Bösherz       |

### Musik
Die Musik der Serie wurde komponiert von Ken’ichirō Suehiro. Der Vorspanntitel der ersten Staffel ist Winding Road von Man with a Mission. Der Abspann wurde unterlegt mit Hibana von The Sixth Lie. In der zweiten Staffel war der Vorspanntitel Reimei (レイメイ) von Sayuri und My First Story, sowie der Abspanntitel Tokeidai no Kane (時計台の鐘) von eastern youth.

## Rezeption
Golden Kamuy wurde 2016 für den Kōdansha-Manga-Preis in der Kategorie Allgemein nominiert, unterlag jedoch Kōnodori. 2018 gewann das Werk den Großen Manga-Preis des Osamu-Tezuka-Kulturpreises und wurde für den Eisner Award in der Kategorie Beste US-Ausgabe internationalen Materials -Asien- nominiert.
Bis Ende April wurden von der Reihe mehr als 5 Millionen Exemplare verkauft.